# Plan de Guadalupe (Tabasco)
Plan de Guadalupe es una localidad del municipio de Balancán ubicado en la subregión de los Ríos del estado mexicano de Tabasco.

## Geografía
La localidad se ubica a 19.0 kilómetros (en dirección este) de la localidad de Balancán de Domínguez, la cabecera y lugar más poblado del municipio. Se sitúa en las coordenadas geográficas 17°52′20″N 91°22′16″O / 17.872222, -91.371111, a una elevación de 43 metros sobre el nivel del mar.

## Demografía
Según el Conteo de Población y Vivienda 2020, efectuado por el Instituto Nacional de Estadística y Geografía, la localidad de Plan de Guadalupe tiene 206 habitantes, de los cuales 109 son del sexo masculino y 97 del sexo femenino. Su tasa de fecundidad es de 2.29 hijos por mujer y tiene 68 viviendas particulares habitadas.
| Gráfica de evolución demográfica de Plan de Guadalupe entre 1960 y 2020 |
|                                                                         |
| INEGI.                                                                  |